# 岩村俊武

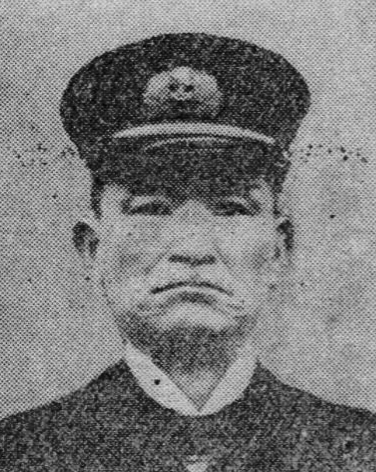
岩村俊武

岩村 俊武（いわむら としたけ、1866年10月5日（慶応2年8月27日） - 1943年（昭和18年）11月9日）は、日本の海軍軍人。最終階級は海軍中将。団次郎が幼名だが成人後も長らくこの名前で通した。一時教通と名乗り大正4年（1915年）に俊武と改名。

## 履歴
慶応2年（1866年）、土佐国幡多郡宿毛（現・高知県宿毛市）に岩村通俊の次男として生まれた。明治20年（1887年）7月、海軍兵学校（14期）を卒業。明治22年（1889年）9月、海軍少尉任官。日清戦争、日露戦争に出征。特に水雷戦術に長じていた。日露戦争では第3艦隊参謀として出征し、その職のまま旅順要塞を攻略する第3軍に連絡将校として派遣され（途中で第1艦隊参謀に異動）、旅順開城委員の海軍代表として名を連ねた。
明治41年（1908年）2月、軍令部副官に就任し、同年9月、海軍大佐に昇進。明治43年（1910年）12月、横須賀鎮守府付となり、同44年（1911年）12月、装甲巡洋艦「吾妻」艦長に着任。戦艦「香取」艦長を経て、大正2年（1913年）12月、海軍少将に進級し朝鮮総督府付武官となる。
大正3年（1914年）11月、臨時青島要港部司令官に就任し、第4水雷戦隊司令官、第1水雷戦隊司令官、練習艦隊司令官、海軍将官会議議員を歴任。大正6年（1917年）12月、海軍中将に進み大湊要港部司令官となった。大正8年（1919年）12月、二度目の将官会議議員に就任。大正9年（1920年）8月に待命となり、大正10年（1921年）4月、予備役に編入。
退官後、郷里の宿毛に帰ったがのちに上京し昭和18年（1943年）11月に死去。墓は東京多磨霊園。

## 栄典
位階
- 1891年（明治24年）12月14日 - 正八位[2]
- 1896年（明治29年）12月21日 - 正七位[3]
- 1914年（大正3年）1月30日 - 正五位[4]
- 1917年（大正6年）12月28日 - 従四位[5]

勲章等
- 1895年（明治28年）11月18日 - 勲六等瑞宝章・功五級金鵄勲章[6]
- 1906年（明治39年）4月1日 - 功三級金鵄勲章、勲三等旭日中綬章、明治三十七八年従軍記章[7]
- 1920年（大正9年）11月1日 - 勲一等瑞宝章[8]
- 1940年（昭和15年）8月15日 - 紀元二千六百年祝典記念章[9]

## 親族

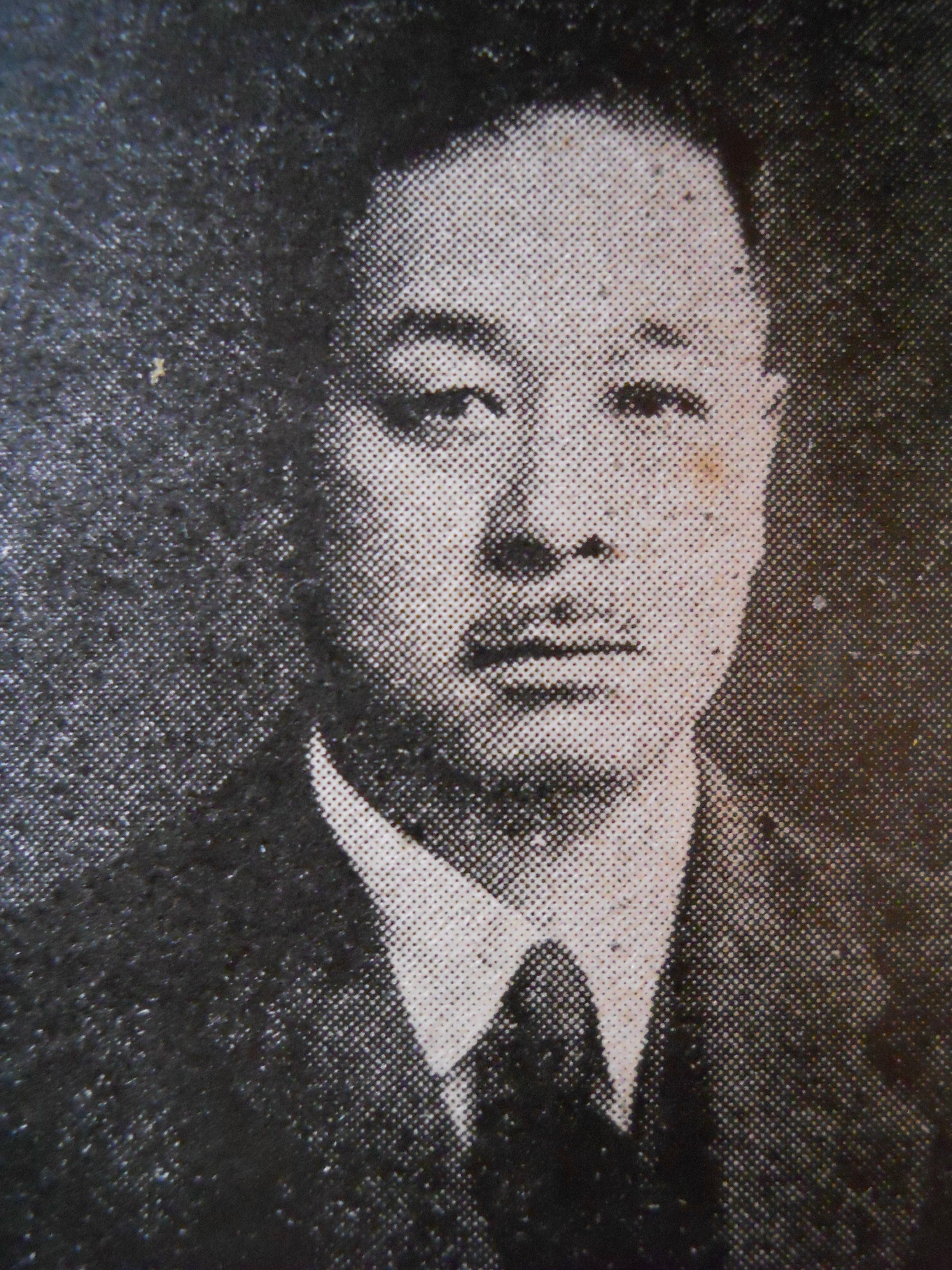
弟 岩村通世
（『大日本司法大観』より）

- 父 岩村通俊
- 弟 岩村通世
- 従弟 林譲治

## 著書
- 『馬鹿鳥の声』冨山房、1922年。
- 『馬鹿鳥の声 続』冨山房、1943年。

## 参考資料
- 『高知県人名事典』高知市民図書館、1970年。
- 外山操編『陸海軍将官人事総覧 海軍篇』芙蓉書房出版、1981年。
- 福川秀樹『日本海軍将官辞典』芙蓉書房出版、2000年。
- 海軍歴史保存会編『日本海軍史』第9巻、発売:第一法規出版、1995年。

| 先代 土屋光金 | 大湊要港部司令官 第12代：1917年12月1日 - 1919年12月1日 | 次代 森山慶三郎 |